# Râul Cărătnău
Râul Cărătnău este un curs de apă, afluent al râului Pecineaga. 

## Hărți
- Harta Județului Buzău